# Laicismo
Il laicismo è l’atteggiamento ideologico e pratico che afferma l’indipendenza e autonomia dello Stato e del singolo individuo dalle religioni e dalle istituzioni religiose, opponendosi quindi al clericalismo e al confessionalismo.
Il termine è utilizzato anche per indicare le politiche messe in atto da uno Stato al fine di escludere la visibilità religiosa dal dominio pubblico.
Il termine laïcité fu coniato nel 1871 dall'educatore francese e poi premio Nobel per la pace Ferdinand Buisson, che sosteneva un curriculum scolastico privo di religione.

## Descrizione
Il Laicismo è la posizione di coloro i quali, credenti o meno, si oppongono all'ingerenza della Chiesa nella propria vita civile. Con questo termine viene indicato il desiderio dell'assenza di sostegni economici, privilegi fiscali, interferenze religiose o confessionali, anche indirette, nell'ambito legislativo, esecutivo e giudiziario di uno Stato e più in generale nella vita civile di una comunità umana e nei suoi aspetti di obbligatorietà.
Con l'aggettivo "laico", che inizialmente indicava i fedeli cristiani non appartenenti al clero, si fa riferimento a un soggetto che, pur non approvando la teocrazia (prevalenza del potere della chiesa sul potere civile), desidera che vi siano relazioni riconosciute e sostegni alle chiese da parte dello Stato, mantenendo le prerogative del potere civile. Il significato politico di "laico" (come "non religioso") nasce con l'Illuminismo e la Rivoluzione francese, finché nel '900 ha assunto anche la connotazione di irreligioso o areligioso. La qualifica di laico, secondo i credenti, appartiene quindi a chi è contro uno stato teocratico, ma è a favore del riconoscimento di religioni attraverso un concordato e del loro sostegno per mezzo di finanziamenti o di una tassazione privilegiata. Sempre secondo i credenti, un laico non dovrebbe essere contrario alle forme di pressione esercitate dal potere ecclesiastico sulle questioni sociopolitiche.
Secondo i credenti "laicista" sarebbe dunque colui che è contrario ad ogni concordato di tipo costituzionale, cioè ad ogni rapporto che in qualche maniera vincoli o relazioni lo stato all'istituzione religiosa. Ma soprattutto "laicista" è chi si oppone a sostegni finanziari da parte dello Stato - diretti o indiretti - a favore delle chiese o a regimi di tassazione privilegiata nei loro confronti. "Laicista" viene definito anche chi è contrario agli interventi degli esponenti religiosi nelle questioni politiche perché li ritiene delle ingerenze indebite nella vita di tutti, anche di chi non crede.
Va comunque sottolineato che la distinzione laico-laicista nasce in ambito confessionale e perlopiù non viene accettata dagli agnostici e dagli atei che propugnano la totale separazione dello Stato dalle chiese. Questi preferiscono definirsi "laici" tout-court e spesso sentono la qualifica di "laicista" come un insulto gratuito. I problemi derivanti dall'introduzione del termine "laicista" non sono comunque pochi: per esempio in Italia i pastori valdesi sono per la separazione Stato-chiese. Seguendo questa definizione si ritroverebbero perciò ad essere allo stesso tempo chierici e laicisti.
Il termine Laicismo, inteso come indirizzo teorico di carattere politico ha tra i suoi presupposti la Secolarizzazione della vita civile, cioè l'eliminazione dei fattori religiosi da tutto ciò che non concerne la religione in senso stretto. La realizzazione del laicismo in una certa società implica solitamente il progressivo declino dell'importanza della fede religiosa nella vita di essa. Però laicismo e secolarizzazione sono concetti differenti e non necessariamente legati da rapporti di causa-effetto o omologazione.

### Laicismo e religione
Buona parte delle critiche cattoliche rivolte a quello che viene chiamato "laicismo" consistono nel sostenere che questa posizione comporterebbe un'ostilità "a prescindere" nei confronti della Chiesa cattolica e delle altre istituzioni religiose. In realtà il laicismo ammette l'esistenza sul territorio dello Stato di istituzioni religiose, e la possibilità che queste possano esprimere posizioni morali, politiche o sociali, ma ciò fin quando queste non vengano imposte, in forza di legge, anche a chi non le condivide. Quando ciò avviene è possibile che il laicismo arrivi a manifestarsi come anticlericalismo.
Alcune tra le Chiese cristiane (cattolicesimo, ortodossia e alcune confessioni protestanti, soprattutto negli USA) giudicano limitativa la possibilità di "permettere a tutti di esercitare solo privatamente la propria fede". In più ritengono costituisca un'immotivata repressione della dimensione sociale della loro fede.
La Chiesa cattolica giudica negativamente la visione che definisce laicista in quanto fonda la propria fede sul rapporto tra la "comunità" e Dio, un fatto che l'autorizzerebbe a intervenire nella politica con compiti di indirizzo. Per le Chiese protestanti la posizione è molto variegata: le varie confessioni hanno posizioni molto differenti tra di loro e passano da un estremismo fondamentalista di tipo teocratico a richieste di totale separazione fra Stato e chiese che sarebbero definite "laiciste" dagli avversari.

### Laicismo e laicità
Come è stato accennato sopra, non è ancora stata raggiunta una posizione comune sulla separazione dei termini laico e laicista, e di solito, nel dibattito pubblico, sono soltanto politici e commentatori italiani di matrice cattolica ad affermare una distinzione tra laicismo e laicità che indicherebbe due atteggiamenti diversi nella concezione del rapporto tra Stato e religione. La qualifica di difensori della "laicità dello stato" avrebbe, invece, una connotazione positiva, anche se spesso non c'è accordo sul significato di questa espressione.
Per questo accordo non raggiunto si riscontrano punti di vista diversi sul significato di questi termini. Non a caso alcuni dizionari della lingua italiana come il De Mauro, in accordo alla definizione storica del termine laicismo, considerano i due termini come sinonimi. Il problema maggiore da parte di chi viene tacciato come "laicista" dai credenti, è che i suffissi "-ismo" e "-ista" danno sovente una connotazione negativa, se non offensiva. I non credenti rimproverano ai credenti di voler mantenere per loro stessi la definizione di laici, ed a utilizzare per gli altri un altro termine con valenza dispregiativa.
- la laicità, secondo i credenti, sarebbe l'atteggiamento con cui lo Stato dovrebbe garantire non soltanto la libertà di culto ai fedeli delle varie religioni riconosciute dallo Stato, ma anche il loro sostegno attraverso varie forme di intese, anche economiche. Gli esponenti religiosi avrebbero il diritto, secondo i sostenitori di questa visione, di intervenire su ogni questione politica e morale, operando le pressioni che ritengono opportune.
- il laicismo, sempre secondo i credenti, sarebbe un atteggiamento più radicale, tale per cui lo Stato scivolerebbe da una perfetta equidistanza nei confronti di ogni posizione etica e/o credo religioso verso una visione - più o meno dichiarata - di negazione delle convinzioni religiose e delle correlate impostazioni etiche.
- I non credenti respingono invece la distinzione di cui sopra e ritengono che la parola "laicismo" sia utilizzata nei loro confronti con valenza dispregiativa rispetto alla parola "laico", per screditare chi è contro i privilegi economici per le varie chiese (finanziamenti tipo l'otto per mille e tassazioni agevolate) e chi è contro le ingerenze delle chiese nella vita politica.

Poiché molti di quelli che sostengono questa distinzione fra laicità e laicismo sono cattolici, per approfondire questo tema si confronti la voce Laicità e religioni.

## Laicismo e laicità negli Stati

### Europa e Stati Uniti
In molti paesi europei, come la Francia, i Paesi Bassi e la Spagna (recentemente), la secolarizzazione è molto diffusa e alcune leggi statali riflettono posizioni culturalmente indipendenti e anche opposte a quelle delle religioni maggioritarie. Altri paesi come quelli scandinavi, pur avendo ordinamenti statali che assegnano un ruolo pubblico alla Chiesa di Stato (luterana) hanno ugualmente una popolazione e una legislazione "secolarizzata". Nel Regno Unito - formalmente nella sola Inghilterra vi è la religione di Stato, non in Scozia, ad esempio - la regina ha il titolo di "Difensore della Fede", è governatore supremo della Chiesa anglicana e i vescovi anglicani hanno un seggio di diritto nella Camera dei lord. Tuttavia la Chiesa è sottomessa alle leggi dello Stato. Diverso è il caso degli Stati Uniti, dove da sempre le chiese e lo stato sono nettamente separati, ma nel quale le chiese e le religioni hanno forte peso nella società. Anche negli Stati Uniti il dibattito sulla laicità dello Stato ha comunque una forte tradizione, legato però ad altri temi rispetto all'Europa, come la preghiera pubblica nelle scuole, il giuramento sulla Bibbia, l'insegnamento del creazionismo in alcuni stati o il ruolo della "religione civile" americana (ad esempio il motto In God We Trust).

#### Francia
In Francia la Costituzione proibisce il riconoscimento di qualsiasi religione (eccetto per alcune congregazioni preesistenti come i cappellani militari o in Alsazia-Lorena) ma consente il riconoscimento di organizzazioni religiose sulla base di criteri formali di legge esterni alla dottrina religiosa:
- se il solo scopo dell'organizzazione è organizzare attività religiose;
- se l'organizzazione non turba l'ordine pubblico.

Il laicismo è correntemente accettato da tutte le principali religioni francesi. Fanno eccezione alcuni correnti di estrema destra reazionarie e monarchiche che desiderano l'imposizione del Cristianesimo Cattolico come religione di Stato con un ruolo civile e alcuni leader islamici che non riconoscono la superiorità della legge civile sui precetti religiosi, cosa peraltro in comune con i fedeli cristiani (vedi obiezione di coscienza).
Anche se non è loro proibito di fare dichiarazioni su argomenti religiosi, i leader politici francesi solitamente non mostrano apertamente che alcune loro politiche possono essere direttamente ispirate da considerazioni religiose; le argomentazioni religiose in Francia sono considerate incompatibili con un dibattito politico ragionato.
Certamente i politici francesi possono apertamente praticare la loro religione ma ci si aspetta che non si lascino influenzare nelle loro scelte politiche dalla loro religione "privata". Ad esempio i presidenti francesi Valéry Giscard d'Estaing, Charles de Gaulle, Jacques Chirac e Nicolas Sarkozy si sono dichiarati apertamente cattolici, pur proponendo una politica rigorosamente laica. Ad esempio de Gaulle rifiutava di fare la comunione in pubblico per non offendere i cittadini non cattolici.
I francesi considerano infatti la religione una scelta privata, e ogni ostentazione pubblica è generalmente fuori luogo, gli ufficiali di stato francesi devono essere neutrali rispetto sia agli ideali politici che alla religione ed ogni pubblica espressione di affiliazione religiosa è proibita.
Questo atteggiamento è ritenuto dai critici (spesso cattolici) come un controsenso poiché, secondo i critici, se uno ha dei valori che ritiene veri in base alla propria fede, dovrebbe essere libero di esprimerli e di metterli in pratica per la ricerca del bene comune.
Furono la Rivoluzione francese e Napoleone ad emanare le prime leggi sulla laicità, ma dopo la Restaurazione, la Francia non ha pienamente separato Chiesa e Stato fino all'emanazione della legge sul secolarismo nel 1905, proibendo allo Stato di riconoscere o sussidiare religioni, pur non proibendo il riconoscimento o i sussidi a quelle già presenti prima del 1905 come la Chiesa cattolica. In aree che in quell'anno erano occupate dalla Germania e che non ritornarono alla Francia fino al 1918 sono ancora in effetto alcuni concordati di cooperazione tra Chiesa e Stato.
Il termine Laïcité è correntemente un concetto chiave della costituzione francese, in cui l'articolo I definisce la Francia come repubblica secolare ("La France est une République, une, indivisible, laïque et sociale."). Molti ritengono che essere discreti verso le altrui religioni sia una necessità insita all'essere francese. Altri invece sostengono che è un atteggiamento ipocrita e contrario alla libertà di fede. Questo concetto obbligatoriamente "privato" di religione, che in passato ha permesso l'integrazione nella società francese di popoli di religioni anche molto diverse tra loro, è stato la causa, secondo alcuni, dei recenti scontri con immigranti non cristiani, specialmente con la numerosa popolazione musulmana.
Recentemente il dibattito politico ha portato alla controversa legge che ha proibito l'ostentazione di simboli religiosi vistosi come grandi hijab, turbanti Sikh, vistose croci cristiane e stelle di David nelle scuole pubbliche. Alcuni affermano che tale legge non aiuterà l'integrazione degli stranieri, ma che ostacolarla, come hanno dimostrato le rivolte dei giovani islamici nelle periferie (banlieues), garantirà però una maggiore uguaglianza tra i cittadini a prescindere da quale sia la loro fede o se siano religiosi o no.

#### Italia
Il primo tentativo di totale divisione tra Stato e Chiesa è presente nella Costituzione della Repubblica Partenopea, redatta da Mario Pagano nel 1799, che non trovò mai attuazione a causa della repentina restaurazione borbonica. Essa sancì, per la prima volta in Italia, la completa responsabilità dello Stato sui diritti civili, l'istruzione aconfessionalista e la perdita di diritti politici per coloro che avessero pronunciato voti religiosi.
A partire dal Risorgimento, nonostante lo Statuto Albertino riconoscesse il cattolicesimo come religione di Stato, furono varati molti provvedimenti in favore della laicità; questi furono completamente cancellati dal fascismo con i Patti Lateranensi del 1929, rinnovati in senso secolare nel 1984.
Come sottolineato dal paragrafo 4 della sentenza n.203 del 1989 della Corte Costituzionale, per la Costituzione Italiana la laicità è un "principio supremo dello Stato", che si struttura negli artt. 7, 8 e 20; "il principio di laicità, quale emerge dagli artt. 2, 3, 7, 8, 19 e 20 della Costituzione, implica non indifferenza dello Stato dinanzi alle religioni, ma garanzia dello Stato per la salvaguardia della libertà di religione, in regime di pluralismo confessionale e culturale." La Costituzione infatti separa gli ambiti di religioni e Stato, garantisce la libertà religiosa (e quindi, implicitamente, il diritto a non avere alcuna fede, esplicitato dalla stessa pronuncia) e la libertà di pensiero (art. 21), negando alla religione maggioritaria (cattolica) lo status di religione di Stato.
Nei fatti, in Italia la situazione si presenta diversa, perché il cattolicesimo è fortemente presente nella sua cultura a tutti i livelli. Influisce in ciò, ovviamente, la presenza a Roma dello Stato della Città del Vaticano, con la quale l'Italia ha stipulato e rinnovato accordi di forte integrazione (Patti Lateranensi e successiva revisione col nome di Concordato) anche come recupero di rapporti e relazioni che si erano interrotte con l'annessione all'Italia dello Stato Pontificio. È importante inoltre ricordare la posizione di predominio, per quasi tutta la seconda metà del XX secolo, di un partito (Democrazia Cristiana) esplicitamente ispirato ai principi del cattolicesimo, e anche una forte tradizione di associazionismo cattolico.
La storia dell'Italia, la presenza del Vaticano, e la larga diffusione della cultura legata alla Chiesa cattolica fanno sì che nell'ordinamento civile siano state accettate, anche da parte di molti laici, norme e usanze legate alla tradizione cattolica, specialmente in un periodo nel quale il fenomeno migratorio dai paesi extracomunitari non era arrivato alle dimensioni attuali.
I sostenitori del laicismo, siano essi credenti o non, considerano alcune di queste norme e usanze lesive dell'uguaglianza fra i cittadini a prescindere dalla loro aderenza a una determinata o a nessuna confessione religiosa, come stabilito nella Costituzione. Attualmente i principali temi oggetto di scontro filosofico, politico e ideologico che mettono al centro il concetto di laicità dello Stato sono l'aborto, il testamento biologico o dichiarazione anticipata di trattamento e l'eutanasia, nonché il dibattito sulla presenza del crocifisso o di altri simboli religiosi cristiani nelle scuole e, più in generale, in alcuni uffici pubblici (tribunali e ospedali), emerso in seguito a una sentenza della Corte europea dei diritti dell'uomo dell'autunno 2009, annullata poi nel 2011 dalla stessa corte.
Il problema del consenso in un paese storicamente determinato dalla presenza all'interno del proprio territorio dello Stato della Chiesa, contro cui l'Italia dovette però combattere una guerra in epoca risorgimentale, fa sì che la maggioranza delle forze politiche tendano a non assumere posizioni contrarie al Vaticano e ai dettami della Conferenza Episcopale Italiana.
Nonostante la divisione tra Stato e Chiesa presente, in Italia vigono una serie di leggi che garantiscono diversi sistemi di finanziamento della Chiesa cattolica.